# گمینا تشووتسه
گمینا تشووتسه (به لهستانی:  Gmina Tyszowce) یک گمینا در لهستان است که در شهرستان توماشوف لوبلسکی واقع شده‌است. گمینا تشووتسه ۱۲۹٫۴۸ کیلومتر مربع مساحت و ۵٬۹۱۰ نفر جمعیت دارد.